# گربه‌کوسه دم‌اره‌ای باله‌دراز
گربه‌کوسه دم‌اره‌ای باله‌دراز (نام علمی: Galeus cadenati) نام یک گونه از سرده گربه‌کوسه‌های دم‌اره‌ای است.